# Sandrine Bailly
Sandrine Bailly (* 25. November 1979 in Belley, Frankreich) ist eine ehemalige französische Biathletin.

## Karriere

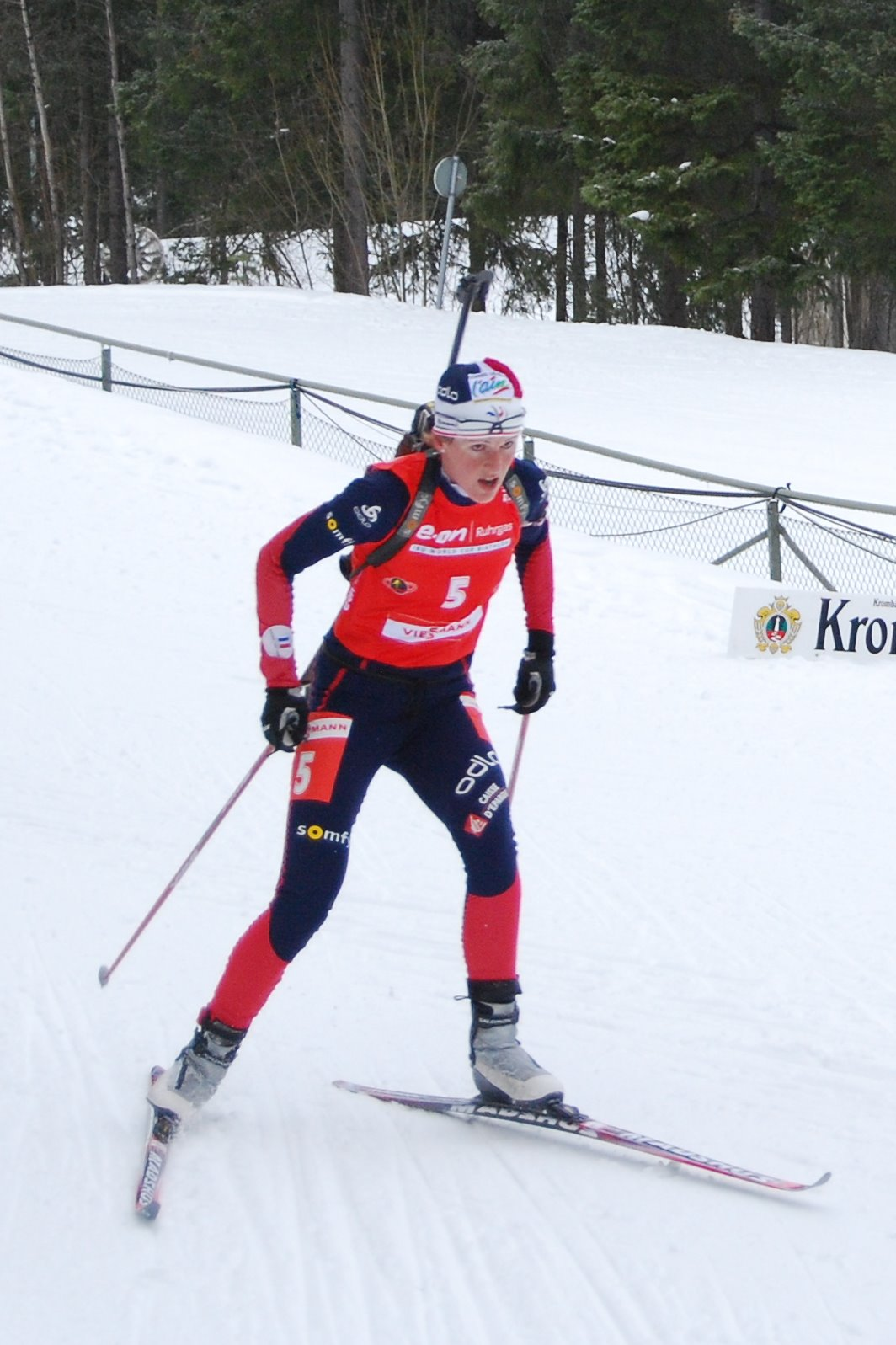
Sandrine Bailly während der Biathlon-WM 2008 in Östersund

Sandrine Bailly begann im Alter von 15 Jahren mit dem Biathlonsport, nachdem sie bereits vorher Langlauf betrieben hatte. Mit 20 Jahren bestritt sie im April 2000 in Lahti ihr erstes Weltcup-Rennen und völlig überraschend gelang ihr beim Einzelwettkampf in Antholz, dem erst dritten Rennen ihrer Karriere, bereits der erste Sieg.
Ihre ersten Erfolge feierte Bailly im Jahre 2003, als sie bei den Biathlon-Weltmeisterschaften in Chanty-Mansijsk zwei WM-Medaillen erringen konnte. Nachdem im Verfolgungsrennen nach einem äußerst knappen Zielsprint zuerst der Deutschen Martina Glagow die Gold- und Bailly die Silbermedaille zugesprochen wurde, erklärte die IBU später erstmals in der WM-Geschichte zwei Athletinnen zu Siegern. Sechs Tage später gewann Bailly außerdem die Bronzemedaille im Massenstart. Über die Jahre hinweg konnte sie sich stetig steigern und zählte 2002/03 in ihrer dritten Saison mit dem 6. Platz erstmals zu den zehn besten Athletinnen der Gesamtwertung.
Zur bislang erfolgreichsten Weltcupsaison in der Karriere der Französin wurde die Saison 2004/05. Bailly konnte insgesamt sechs Weltcuprennen gewinnen, davon alle drei Ende Februar in Pokljuka ausgetragenen Wettbewerbe. In keinem der in der Weltcupwertung eingerechneten Rennen war sie schlechter als Platz 17. Dies war die Basis für den Gewinn des Gesamtweltcups, den sie sich am Ende der Saison mit 847 Punkten und damit 14 Punkten Vorsprung vor der Deutschen Kati Wilhelm sicherte. Nach Anne Briand und Emmanuelle Claret in den Jahren 1995 und 1996 gelang dies damit zum dritten Mal einer Französin.
Trotz vieler Erfolge erlebte Sandrine Bailly auch einige Rückschläge und Enttäuschungen. Bei den Biathlon-Weltmeisterschaften 2005 in Hochfilzen zählte sie als Führende im Gesamtweltcup zu den Favoriten, gewann aber letztendlich trotzdem keine Medaille. Sowohl im Sprint- und Einzelrennen als auch mit der französischen Staffel belegte sie den undankbaren vierten Platz. Auch bei den Olympischen Winterspielen 2006 in Turin erreichte sie keine Einzelmedaille. Ihre erste olympische Medaille überhaupt errang sie mit der Bronzemedaille in der französischen Staffel.
Vergleichsweise wenig erfolgreich verlief für die Französin auch die Saison 2006/07. Obwohl sie einen Sprintsieg in Ruhpolding sowie zwei zweite Plätze in Oberhof und Hochfilzen erreichte und am Ende der Saison Platz 8 im Gesamtweltcup belegte, war dies ihre schlechteste Platzierung seit der Saison 2001/02.
Obwohl sich Bailly in der Vorbereitung der Saison 2007/08 einen Handbruch zuzog, startete sie dennoch erfolgreich in diese Saison. Beim ersten Weltcup in Kontiolahti war sie in allen drei Rennen unter den besten zehn Athletinnen, eine Woche später konnte sie sowohl das Sprint- als auch das anschließende Verfolgungsrennen im österreichischen Hochfilzen gewinnen. Bei der WM in Östersund konnte sie bei den Einzelwettbewerben nicht an ihre Leistungen anknüpfen. Mit der Damenstaffel gelang ihr aber der Gewinn der Bronzemedaille, als sie als Schlussläuferin auf der letzten Runde die favorisierte Jekaterina Jurjewa noch einholen und die Medaille für ihr Land sichern konnte. Am Holmenkollen in Oslo wurde zum Saisonabschluss in den letzten drei Rennen der Kampf um die Gesamtwertung im Weltcup entschieden. Sandrine Bailly, als knapp Führende angereist, konnte sich zwar gegen Andrea Henkel durchsetzen, musste aber Magdalena Neuner mit einem Rückstand von dreizehn Punkten noch vorbeiziehen lassen.
Gemeinsam mit Marie Dorin, Sylvie Becaert und Marie-Laure Brunet gewann Bailly die Silbermedaille im Staffelwettbewerb der Olympischen Winterspiele 2010 in Vancouver.

## Privatleben
Ihre Schwester Anne Lise war ebenfalls Biathletin, ihr Bruder Sylvain ist Skilangläufer. Lange Zeit war Sandrine Bailly mit dem französischen Biathleten Ferréol Cannard liiert, von dem sie sich mittlerweile wieder getrennt hat. Derzeit lebt sie in der französischen Gemeinde Ruffieu.
Am 14. Oktober 2011 brachte sie ihre Tochter zur Welt.

## Gesamtbilanz im Weltcup

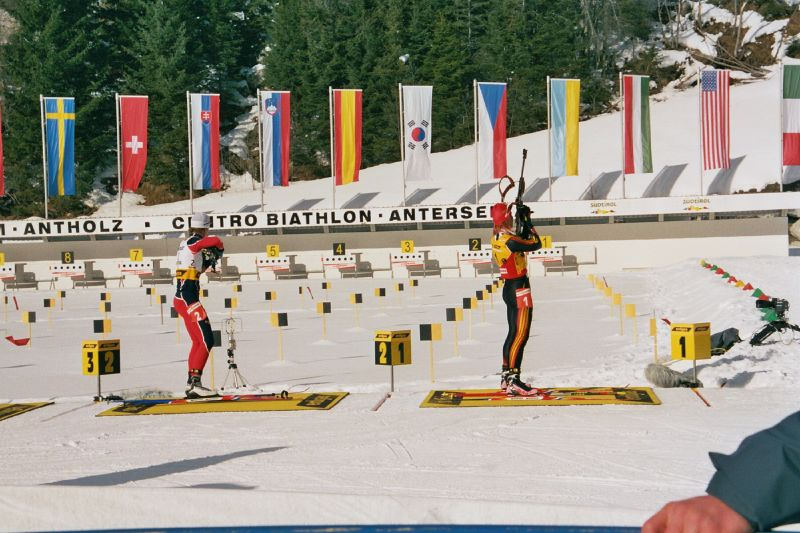
Sandrine Bailly (links) und Kati Wilhelm am Schießstand, Weltcup in Antholz 2006

Die Tabelle zeigt alle Platzierungen (je nach Austragungsjahr einschließlich Olympische Spiele und Weltmeisterschaften).
- 1.–3. Platz: Anzahl der Podiumsplatzierungen
- Top 10: Anzahl der Platzierungen unter den ersten zehn (einschließlich Podium)
- Punkteränge: Anzahl der Platzierungen innerhalb der Punkteränge (einschließlich Podium und Top 10)
- Starts: Anzahl gelaufener Rennen in der jeweiligen Disziplin

| Platzierung                      | Einzel | Sprint | Verfolgung | Massenstart | Staffel | Gesamt |
| -------------------------------- | ------ | ------ | ---------- | ----------- | ------- | ------ |
| 1. Platz                         | 1      | 9      | 9          | 1           | 5       | 25     |
| 2. Platz                         | 1      | 6      | 6          | 2           | 9       | 24     |
| 3. Platz                         |        | 3      | 1          | 3           | 14      | 21     |
| Top 10                           | 11     | 49     | 35         | 20          | 49      | 164    |
| Punkteränge                      | 21     | 82     | 62         | 39          | 50      | 254    |
| Starts                           | 32     | 90     | 69         | 40          | 50      | 281    |
| Stand: nach der Saison 2009/2010 |        |        |            |             |         |        |